# Enszakuszana

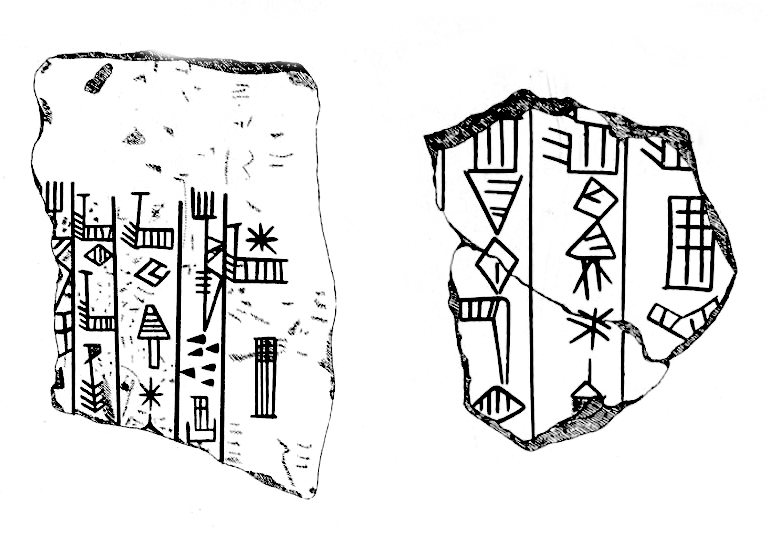
Fragment tablicy z imieniem Enszakuszana

Enszakuszana – według „Sumeryjskiej listy królów” pierwszy władca należący do II dynastii z Uruk. Dotyczący go fragment brzmi następująco:
„W Uruk Enszakuszana został królem i panował przez 60 lat”.